# Maxime Rodinson

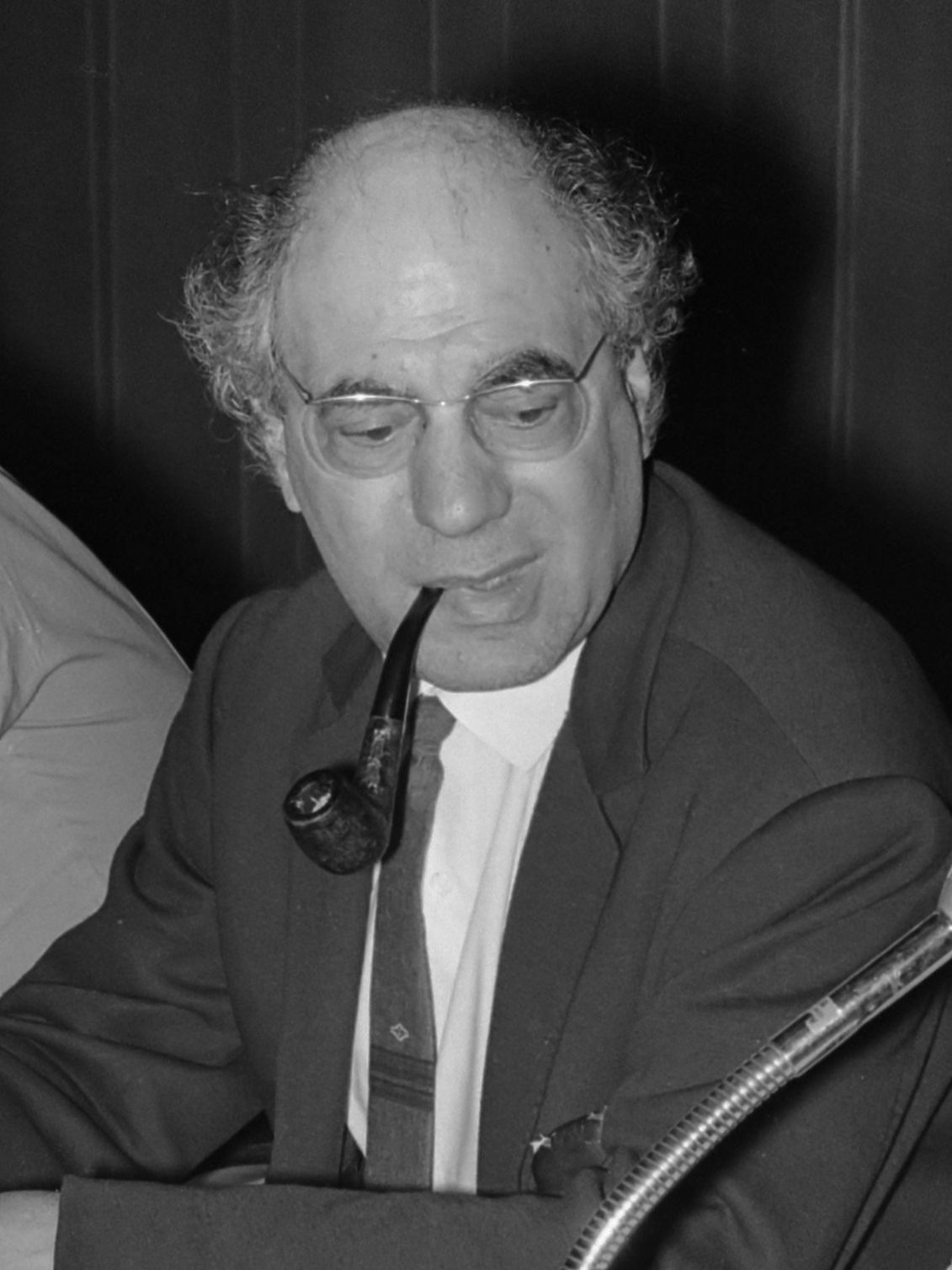
Maxime Rodinson (1970)

Maxime Rodinson (* 26. Januar 1915 in Marseille; † 23. Mai 2004 in Paris) war ein französischer marxistischer Historiker und Orientalist. Er hatte von 1955 bis 1998 den Lehrstuhl für Äthiopistik und südarabische Studien an der École pratique des hautes études inne.

## Leben
Rodinsons Eltern waren aschkenasische Juden, die aus Russland bzw. Polen nach Frankreich emigriert waren. Die Eltern waren Arbeiter in der Textilindustrie und 1920 Gründungsmitglieder der Parti communiste français. Sie wurden während der deutschen Besetzung Frankreichs in das Konzentrationslager Auschwitz verschleppt und getötet.
Aufgrund der Armut der Eltern konnte Rodinson kein Lycée besuchen, sondern musste ab seinem 14. Lebensjahr als Laufbursche arbeiten. Ohne das Baccalauréat (Abitur) abgelegt zu haben (das er erst später nachholte), wurde Rodinson aufgrund seiner Begabung mit 17 Jahren an der École nationale des langues orientales aufgenommen, wo er Amharisch, Hocharabisch, maghrebinisches Arabisch, levantinisches Arabisch und Türkisch studierte und in allen fünf Sprachen 1935/36 die Diplomprüfung bestand. Daneben besuchte er Vorlesungen bei den Ethnologen Marcel Mauss und Paul Rivet, bei dem Archäologen René Dussaud und lernte bei Marcel Cohen an der École pratique des hautes études (EPHE) Altäthiopisch. Zudem arbeitete als Hilfskraft in der altamerikanischen Abteilung des Musée de l’Homme. Er bestand 1936 die Licence ès lettres und 1939 die Licence in Arabistik. 1937 wurde er Stipendiat der Caisse nationale de la recherche scientifique und trat der Kommunistischen Partei bei (der er bis zu seinem Ausschluss 1958 angehörte). Im selben Jahr heiratete er Geneviève Gendron, mit der er drei Kinder bekam.
Rodinson wurde zu Beginn des Zweiten Weltkriegs zum Wehrdienst eingezogen. Nach der Kapitulation Frankreichs im Juni 1940 trat er eine Lehrerstelle am muslimischen Collège in Sidon im Großlibanon (damals französisches Mandatsgebiet) an. Infolgedessen verbrachte er die Zeit des Zweiten Weltkriegs im Nahen Osten und entging dem Holocaust. Von 1941 bis 1946 arbeitete er als Redakteur und Bibliothekar in der Abteilung für Altertümer der Generaldelegation des Freien Frankreichs in der Levante bzw. in der ständigen archäologischen Mission Frankreichs in der Levante in Beirut. Danach war er für ein Jahr am Institut français in Damaskus tätig und unterrichtete an der École supérieure des lettres in Beirut. Nach seiner Rückkehr nach Frankreich wurde er 1948 Bibliothekar in der Abteilung für orientalische Drucke der Bibliothèque nationale de France. Mit einer Dissertation zu arabischen Dokumenten über das Kochen erhielt er 1949 das Diplom der École pratique des hautes études.
Als Nachfolger seines akademischen Lehrers Marcel Cohen wurde Rodinson 1955 zum directeur d'études (entspricht einem Professor) für Äthiopistik und südarabische Studien in der historisch-philologischen Sektion der École pratique des hautes études berufen. Diesen Lehrstuhl hatte er bis 1998 inne. Zusätzlich hatte Rodinson von 1959 bis 1972 auch einen Lehrauftrag für Historische Ethnographie des Nahen Ostens in der sozialwissenschaftlichen Sektion der EPHE. Neben Jacques Berque, der Seminare zu „muslimischer Soziologie“ hielt, prägte Rodinson eine Generation französischer Nahost-Experten. 1970 verlieh ihm die Universität von Paris (Sorbonne) das Doctorat ès lettres.
Der in einer nicht-religiösen jüdischen Familie aufgewachsene Marxist Rodinson war ein erklärter Gegner des Zionismus. Nach dem israelischen Sieg im Sechstagekrieg 1967 und der Besetzung Ost-Jerusalems, des Westjordanlands, des Gazastreifens, der Golanhöhen und der Sinaihalbinsel durch Israel gründete er gemeinsam mit Jacques Berque die Groupe de recherche et d'action pour la Palestine (GRAPP; „Forschungs- und Aktionsgruppe für Palästina“), die sich für eine Zwei-Staaten-Lösung des Nahostkonflikts einsetzte. Rodinson war einer der prominentesten intellektuellen Fürsprecher der palästinensischen Sache in der französischen Öffentlichkeit.
1981 wurde er zum korrespondierenden Mitglied der British Academy gewählt.

## Werke

### In deutscher Übersetzung
- Mohammed. Verlag Bucher C.J. 1975.
- Die Faszination des Islams. C.H.-Beck-Verlag 1985.
- Islam und Kapitalismus. Suhrkamp Taschenbuch Wissenschaft 1986.
- Die Araber. Suhrkamp-Verlag 1998.

### Originalwerke auf Französisch
- 1949: Recherches sur les documents arabes relatifs à la cuisine. Geuthner, Paris (extrait de la Revue des études islamiques, vol. XVII).
- 1957: L’Arabie avant l’islam. In: Histoire universelle. Band II, Gallimard, Paris («Encyclopédie de la Pléiade»), S. 3–36 und 1637–1642.
- 1961: Mahomet. Club français du livre; édition revue et augmentée, Paris 1968, Seuil («Politique»).
- 1962: La lune chez les Arabes et dans l’Islam. In: La Lune, mythes et rites. Seuil, Paris, S. 151–215.
- 1963: Les Sémites et l’alphabet, Les écritures sud-arabiques et éthiopiennes und Le monde islamique et l’extension de l’écriture arabe. In: L’Écriture et la psychologie des peuples. Armand Colin, Paris. S. 131–146 und 263–274.
- 1966: Islam et capitalisme. Seuil, Paris.
- 1967: Magie, médecine et possession à Gondar. Mouton, Paris-La Haye.
- 1967: «Israël, fait colonial ?», Les Temps Modernes, n° 253 bis, S. 17–88.
- 1968: Israël et le refus arabe, 75 ans d’histoire. Seuil, Paris («L’Histoire immédiate»).
- 1972: Marxisme et monde musulman. Seuil, Paris.
- 1974: mit Jacques Berque, J. Couland, L.-J. Duclos und Jacques Hadamard: Les Palestiniens et la crise israélo-arabe. Textes et documents du Groupe de recherches et d’action pour le règlement du problème palestinien (GRAPP), Paris 1967–1973, Éditions sociales.
- 1979: Les Arabes. PUF, Paris.
- 1980: La Fascination de l’Islam. Maspero, Paris («Petite collection»).
- 1981: Peuple juif ou problème juif?. Maspero, Paris («Petite collection»).
- 1993: L’Islam : politique et croyance. Fayard, Paris.
- 1993: De Pythagore à Lénine : des activismes idéologiques. Fayard, Paris.
- 1998: Entre Islam et Occident (entretiens avec Gérard D. Khoury). Les Belles Lettres, Paris.
- 2005: Souvenirs d’un marginal. Fayard, Paris.